# 福知山市営バス

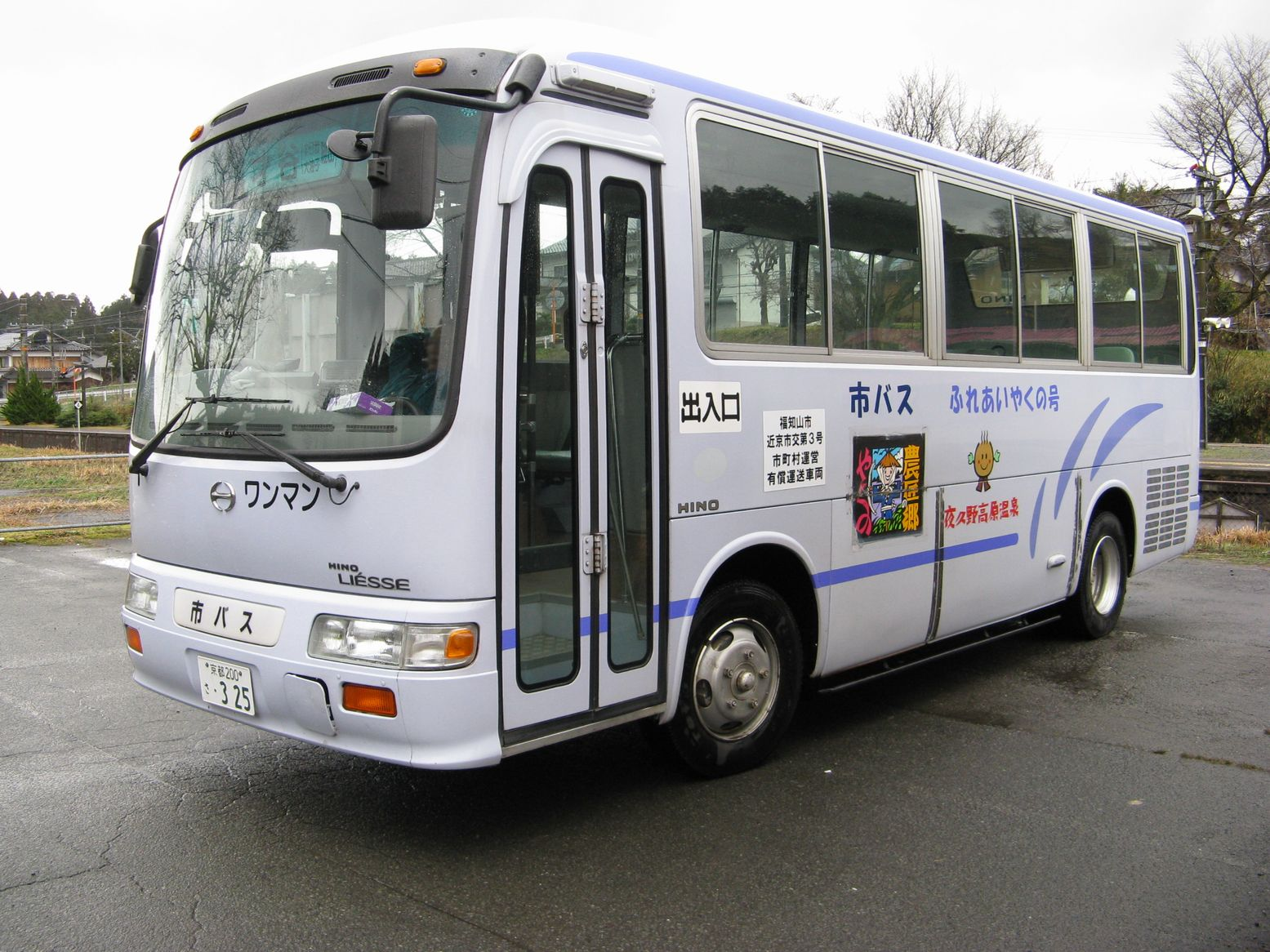
夜久野バス板生千原線（上夜久野駅前にて）

福知山市営バス（ふくちやましえいバス）は、京都府福知山市が運行するコミュニティバス（自治体バス）である。市町村合併に伴い、2006年1月より「福知山市営バス」としての運行を開始した。
運行形態は、自家用自動車（白ナンバー車）による有償運送である。

## 概要
福知山市へ編入された旧3町が運営していた町営バスを引き継いだものである。旧町営バスの3路線とも、民間バスや旧国鉄バスの路線撤退を受けた廃止代替バスであった。
大江町「大江町営バス」、三和町「三和町営バス」、夜久野町「夜久野町営バス」を継承し、それぞれ「大江バス」「三和バス」「夜久野バス」として運行している。
「三和バス」「夜久野バス」は、日曜・祝日・年末年始（12月29日～1月3日）は運休となる。

## 沿革
- 1972年4月1日 【大江町】京都交通の路線廃止による代替として、大江町営バスを運行開始。二箇下線の1路線[2]。
- 1986年9月1日 【三和町】国鉄バス中出線（千束 - 中出）の廃止による代替として、三和町営バスを運行開始[3]。
  - 運行開始の路線は細見線（田ノ谷 - 中出 - 天満神社前 - 西松口 - 千束 - 新橋 - 小笹）の1路線。田ノ谷 - 中出、天満神社前 - 西松口間を自主運行で追加したほか、1968年に京都交通が廃止した新橋 - 小笹間にも延長している。
- 1989年10月1日 【大江町】京都交通の路線廃止に伴い、山の家線（大江駅 - 大江山の家）運行開始[2]。
- 1989年10月1日【三和町】京都交通大原線の廃止に伴い、大原線（戸津川 - 大原 - 綾部駅）、西日本JRバス大原線の減便補充として川合線（大原 - 辻）運行開始[3]。
- 1990年10月1日 【大江町】西日本JRバス南有路 - 筈巻間の廃止に伴い、二箇下線を南有路 - 野上間、山の家線を大江駅 - 千原下 - 夏間 - 公庄駅前間延長。二箇下線は大江駅 - 堺川間も延長。[2]。
- 1990年10月1日 【三和町】西日本JRバス大原線の廃止に伴い、川合線を三和町営バスへ移行。大原線を綾部駅 - 市立病院前間へ延長[3]。
- 1992年1月10日 【三和町】西日本JRバス猪鼻線の廃止に伴い、菟原線（福祉センター前 - 加用）運行開始。細見線を福祉センター前経由に変更[3]。
- 1993年10月1日 【夜久野町】京都交通の町内路線廃止による代替として、夜久野町営バスを運行開始[4]。
  - 運行開始時の路線は直見線（下夜久野駅前 - 上夜久野駅前 - 才谷）、畑線（上夜久野駅前 - 下夜久野駅前 - 今里）、板生線（下夜久野駅前 - 上夜久野駅前 - 田谷）の3路線。
- 1993年10月1日 【三和町】神姫バスの路線廃止に伴い、アルパインホテル - 三和荘間を菟原線友渕支線として運行開始。菟原線を菟原診療所経由に変更。細見線の一部を保育所発着・経由とする[3]。
- 1994年8月1日 【夜久野町】千原線（下夜久野駅前 - 中千原 - 上夜久野駅前）を自主運行で運行開始。板生線と直通[4]。
- 1996年4月1日 【三和町】菟原線を福祉センター前 - 三和荘間へ延長[3]
- 2006年1月1日 大江町、三和町、夜久野町の福知山市への編入に伴い、旧3町の町営バスを引き継いで福知山市営バスとする。
- 2009年4月1日 川合大原線の大原 - 戸津川間運行中止[5]。
- 2011年4月1日 大江バスの二箇下線全便と、大江山の家線の一部便をフクヤ前に乗り入れ開始[6]。
- 2011年10月1日 大江へき地バスを大江鬼楽バスに名称変更。大江バス大江山の家線及び大江鬼楽バスをフクヤ前に乗り入れ開始[6]。

## 路線
以下の路線がある。
（）内は一部便のみ経由、《》内は上り又は下りの便のみ経由。

### 大江バス
旧京都交通・旧国鉄バスの路線を、旧加佐郡大江町が継承した大江町営バスに由来する。
8 大江山の家線
- （（天津出合 -） 堺川 - 公庄駅前 - 蓼原 -） 《ミニフレッシュ大江店前→》大江駅前 - 《ミニフレッシュ大江店前←》関 - 外宮 - 二俣駅前 - 内宮下 - 内宮駅前 - 青少年センター - 大江山の家

9 二箇下線
- 公庄駅前 - グリーンヒル - 旧農協前 - 千原下 - 《ミニフレッシュ大江店前←蓼原←》大江駅前 - 《蓼原→ミニフレッシュ大江店前→》関 - 大江高校前 - 北有路 - 野上 - 南有路 - 二箇下

#### 大江鬼楽バス
10a 南山線
- 大江病院前 - 《ミニフレッシュ大江店前→》大江駅前 - 《ミニフレッシュ大江店前←》尾藤奥 - 西部観音寺
  - 月曜日のみの運行（祝日及び12月29日 - 1月4日、8月13日 - 15日は運休）。

10b 橋谷線
- 《ミニフレッシュ大江店前→》大江駅前 - 《ミニフレッシュ大江店前←》 大江病院前 - 橋谷
  - 火曜日のみの運行（祝日及び12月29日 - 1月4日、8月13日 - 15日は運休）。

10c 小原田線
- 大江病院前 - 《ミニフレッシュ大江店前→》大江駅前 - 《ミニフレッシュ大江店前←》小原田西
  - 水曜日のみの運行（祝日及び12月29日 - 1月4日、8月13日 - 15日は運休）。

10d 市原線
- 《ミニフレッシュ大江店前→》大江駅前 - 《ミニフレッシュ大江店前←》 大江病院前 - 市原公会堂
  - 木曜日のみの運行（祝日及び12月29日 - 1月4日、8月13日 - 15日は運休）。

10e 北原線
- 《ミニフレッシュ大江店前→》大江駅前 - 《ミニフレッシュ大江店前←》 大江病院前 - 口北原 - 奥北原
  - 金曜日のみの運行（祝日及び12月29日 - 1月4日、8月13日 - 15日は運休）。

### 三和バス
西日本JRバス・旧京都交通・神姫バスの路線を、旧天田郡三和町が継承した三和町営バスに由来する。愛称は「はぎ号」。川合大原線は月曜日 - 土曜日のみの運行（祝日及び12月29日 - 1月3日は運休）、その他の路線は月曜日 - 金曜日のみの運行（祝日及び12月29日 - 1月3日は運休）。
1 細見線
- 田ノ谷 - 中出 - 天満神社前 - 西松口 - 辻車庫前 （- 千束 - 福祉センター前）
- 田ノ谷 - 中出 - 天満神社前 - 西松口 - 辻車庫前 - 三和保育園 - 千束 - 福祉センター前 - 新橋 - 三和荘 - 寺尾中央 - 小笹
- 千束 - 福祉センター前 - 新橋 - 三和荘 - 寺尾中央 - 小笹
  - 田ノ谷 - 小笹間を直通する便もある。

2 川合大原線
- 《辻車庫前→》千束 - （福祉センター前 - ）三和荘 - 新橋 - 岼 - 上川合 - 小峠野 - 大原 - 小峠野 - 高橋 - 綾部駅前 - 綾部市立病院
  - 月曜日 - 金曜日のみの運行（祝日及び12月29日 - 1月3日は運休）。
- （菟原 - 小学校前 - 三和郵便局前 - 総合会館 -） 細見辻 - 千束 - （福祉センター前 - ）三和荘 - 新橋 - 岼 - 上川合 - 小峠野 - 大原 - 小峠野 - 高橋 - 綾部駅前 - 綾部市立病院
  - 土曜日のみの運行（祝日及び12月29日 - 1月3日は運休）。

3 菟原線
- 《三和荘←》福祉センター前 - 千束 - 細見辻 - 総合会館 - 三和郵便局前 - 菟原中しゅうず - 菟原 - 大身上 - 加用
  - 川合大原線と直通して、加用→千束→綾部市立病院と運行する便が1便のみある。

4 友渕支線
- 《三和荘←》福祉センター前 - 千束 - 細見辻 - 総合会館 - 三和郵便局前 - 小学校前 - 菟原 - 菟原中しゅうず - 高杉 - （特養前 - ）友渕 - 草山温泉 - アルパインホテル
  - 川合大原線と直通して、アルパインホテル→千束→綾部市立病院と運行する便が1便のみある。1往復のみ友渕折り返しの便がある。
  - なお、アルパインホテル（草山温泉）でそれぞれ接続している両社には同名の停留所「福祉センター前」が存在している（ただし、ウイング神姫は丹波篠山市立図書館経由に限る）。

### 夜久野バス
旧京都交通の路線を、旧天田郡夜久野町が継承した夜久野町営バスに由来する。愛称は「ふれあいやくの号」。月曜日 - 土曜日のみの運行（祝日及び12月29日 - 1月3日は運休）。
5 直見線
- （ふれあいプラザ - 下夜久野駅前 - 下日置 - 上日置 - 高内 - 大油子 - 水上 - ）上夜久野駅前 - （農匠の郷  - 上夜久野駅前 - ）水上 - 門垣 - 副谷口 - （副谷 - 副谷口 - ）宮垣 - 才谷
  - 副谷口→ふれあいプラザの便が1便のみある。

6 畑線
- 今里 - 金尾 - （小畑 - ）畑交流センター前 - 畑口 - （ふれあいプラザ - ）下夜久野駅前（ - 下日置 - 上日置 - 高内 - 大油子 - 水上 - 上夜久野駅前 - 農匠の郷）

7 板生・千原線
- 下夜久野駅前 - ふれあいプラザ - （下千原 - ）中千原 - 末公民館 - 上日置 - 高内 - 口小倉 - 農匠の郷 - 上夜久野駅前 - 水上 - いもぢ - 田谷
- 下夜久野駅前 - ふれあいプラザ - 中千原 - 末公民館 - 上日置 - 高内 - 口小倉 - 農匠の郷 - 上夜久野駅前 - 水上 - 門垣
  - 上夜久野駅前→田谷の区間便もある。
  - 門垣→下夜久野駅前の便が1便のみある。

かつての京都交通の路線は、昭和20年代に地元の請願活動等により開通し、山間部（田谷、才谷、今里）から福知山駅への直通路線があったが、1993年10月に下夜久野駅までとなり、それを補うように町営バスが発足した。
しかしこれにより乗り換えが必要となり、足腰の弱い高齢者にとっては使い勝手が悪くなり、また乗り換え運賃もかかるようになった。そのため旧夜久野町では、それまで駅やバス停まで3km以上あった中地区末、下地区千原・小畑に路線を通したり、70歳以上・障がい者を無料（後に100円）にするなど、利用者本位のサービスに努めてきた。しかし福知山市との合併により、70歳以上の割引制度は廃止され、往復運賃が最寄り駅まで760円（今里）、市役所支所まで1060円（田谷）となる事態が3年以上続き（2009年5月から片道200円）、またダイヤ改正も3年間も行われず鉄道との連絡も不便となっていた。

## 車両

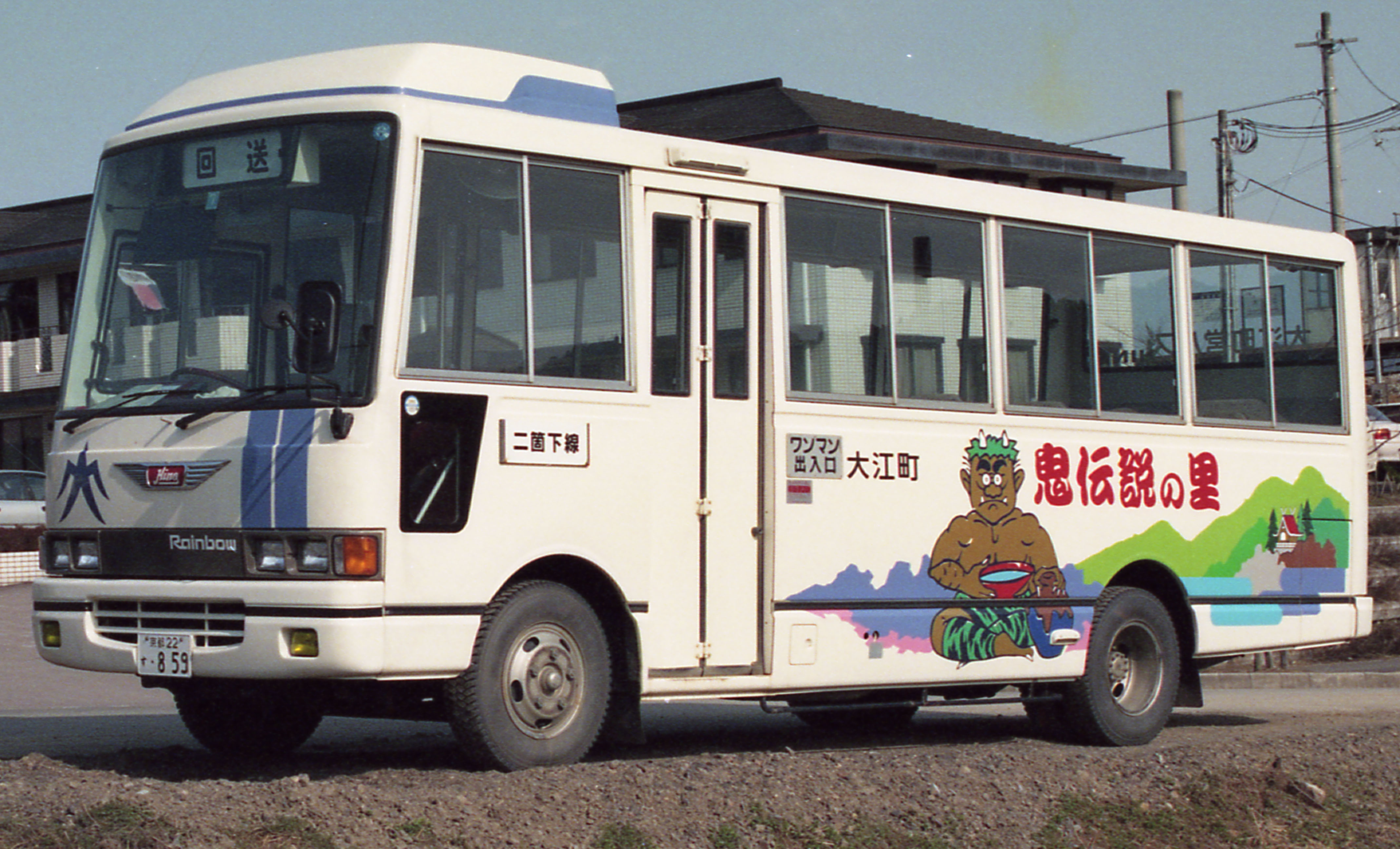
大江町営バス当時の車両（1995年）
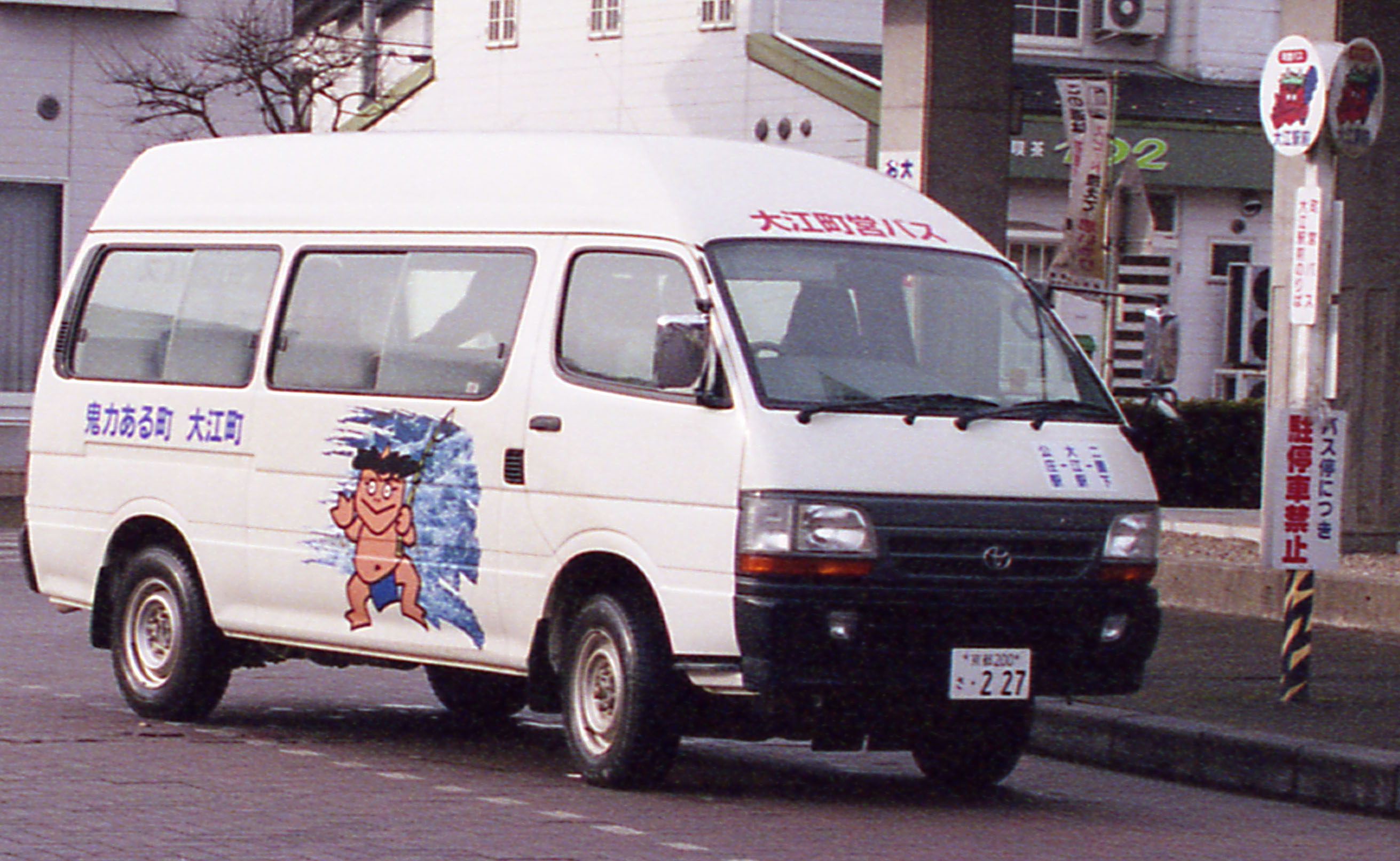
大江町営バス当時の車両（2002年、二箇下線）
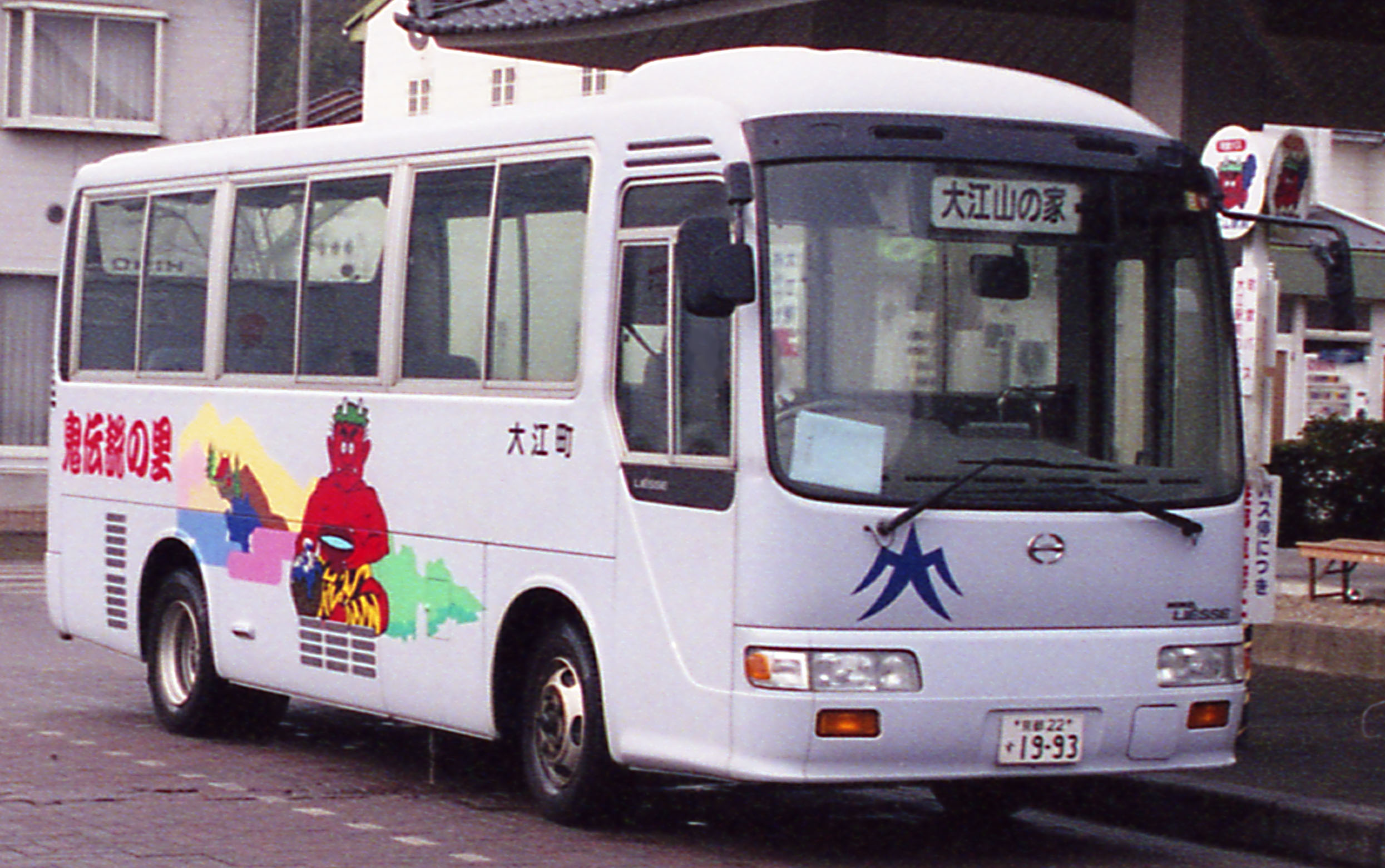
大江町営バス当時の車両（2002年、山の家線）
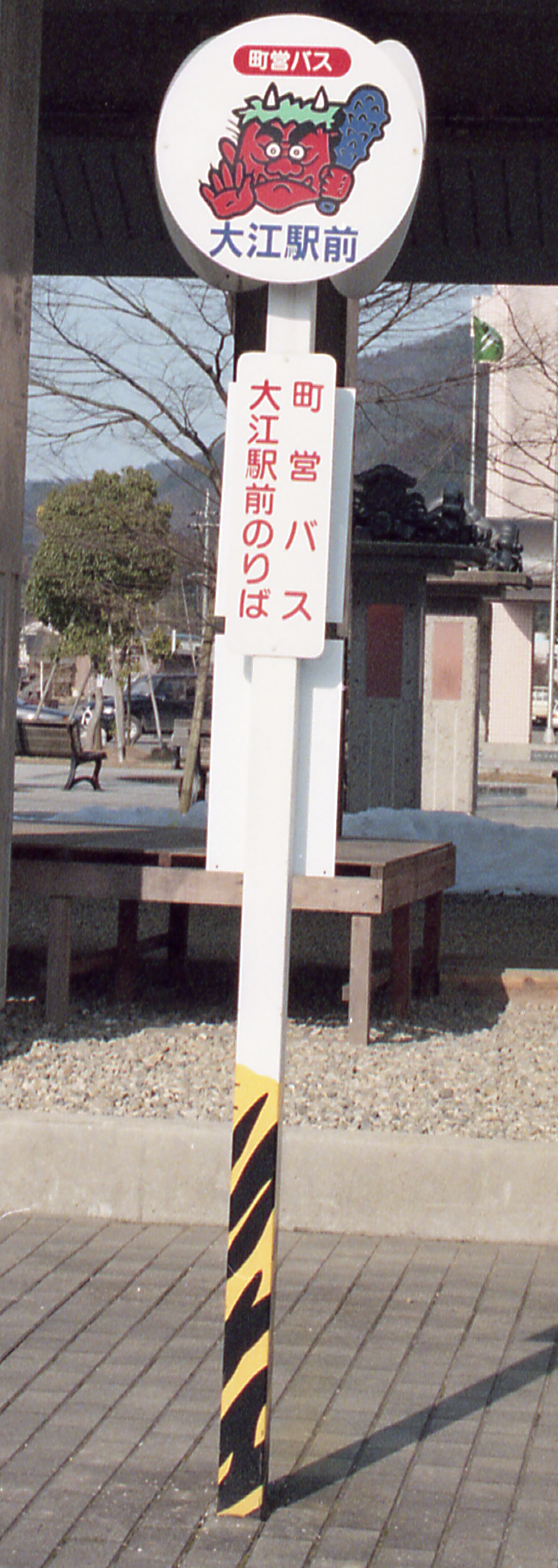
大江町営バス当時のバス停
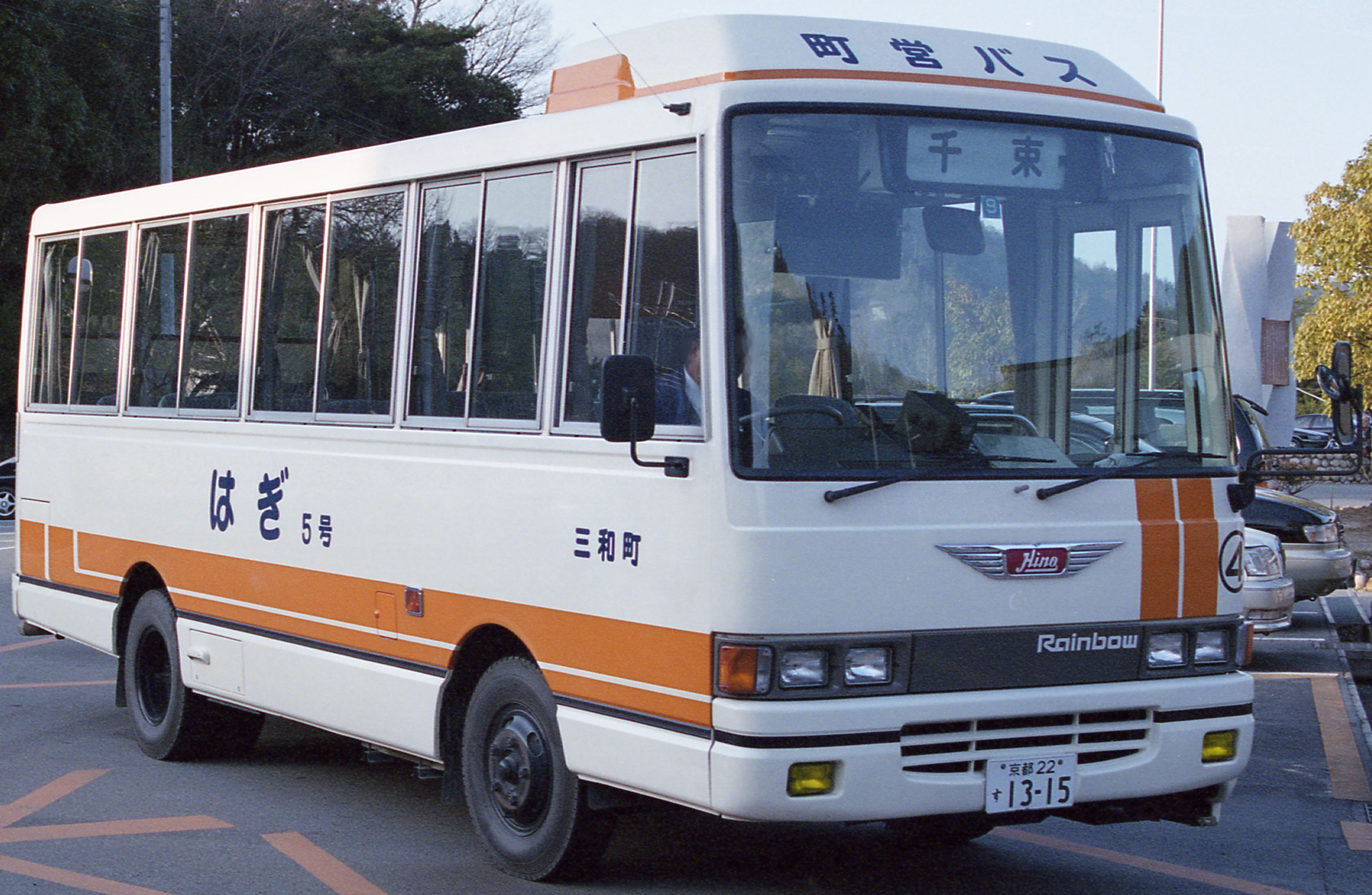
三和町営バス当時の車両（1999年）
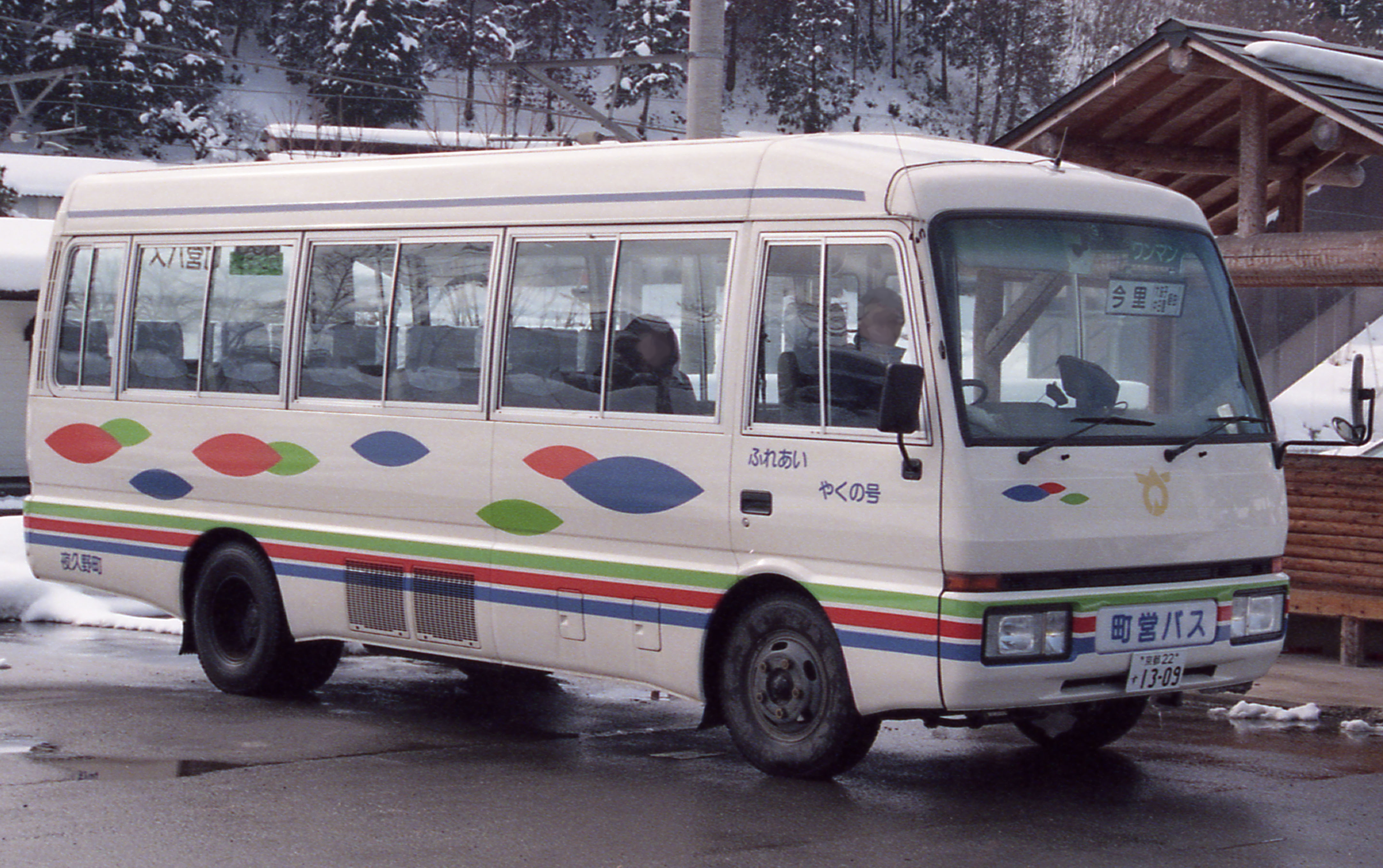
夜久野町営バス当時の車両（1996年）
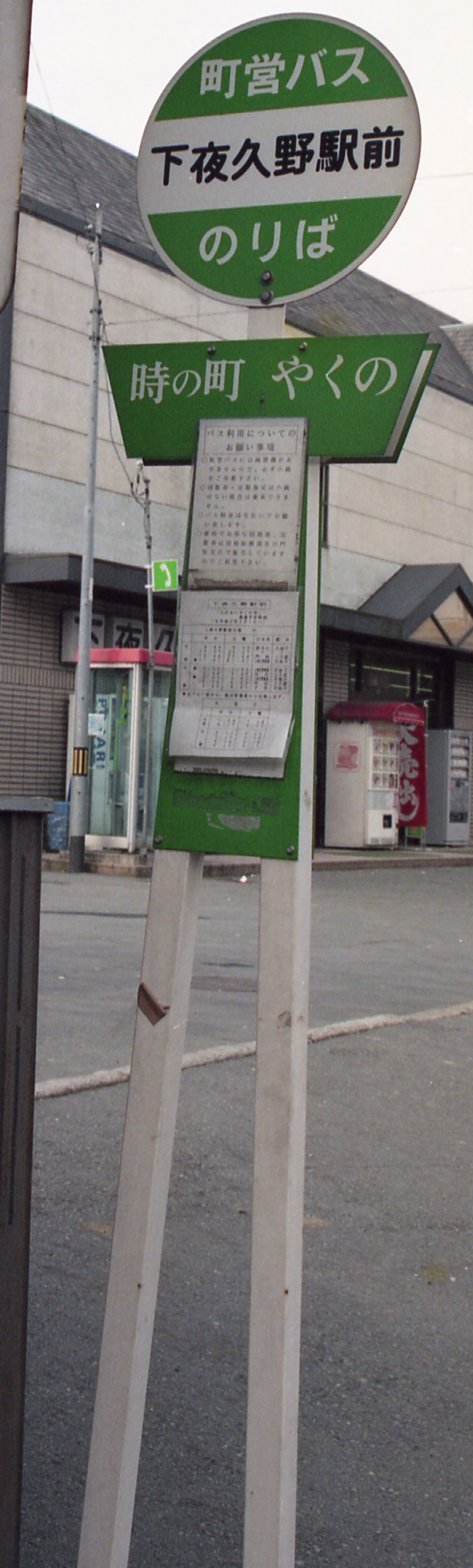
夜久野町営バス当時のバス停